# Станица Баница
Станица Баница (грч. Σταθμός Βεύης, Статмос Вевис) је насеље у Грчкој у општини Лерин, периферија Западна Македонија. Према попису из 2021. било је 20 становника.
На попису из 1991. Станица Баница је имала 69 становника, потомака грчких избеглица.

## Становништво
| Година       | 1951 | 1961 | 1971 | 1981 | 1991 | 2001 | 2011 |
| ------------ | ---- | ---- | ---- | ---- | ---- | ---- | ---- |
| Становништво | 198  | 134  | 110  | 49   | 69   | 118  | 41   |